# Miguel Ângelo de Blasco
Miguel Ângelo de Blasco (Gênova, ca. 1697 – Lisboa, Portugal, 1772) foi um engenheiro militar, geógrafo, topógrafo e desenhista genovês que prestou importantes serviços para as Monarquias da Áustria e de Portugal, onde elaborou diversos trabalhos cartográficos, bem como envolveu-se em importantes conflitos militares. 

## Biografia

### A serviço dos Habsburgos
Em 1720, quando os Habsburgos da Áustria invadiram e conquistaram a Sicília, Miguel Ângelo de Blasco e seu irmão Domenico de Blasco uniram-se às tropas invasoras, às quais mantiveram-se fiéis mesmo após 1735, quando os Bourbons retomaram a Sicília. Durante os reinados de Carlos VI e de Maria Teresa da Áustria, ambos Habsburgo, Blasco participou de diversas campanhas militares que foram substanciais para a consolidação de sua carreira internacional alguns anos mais tarde. Central para a ascensão social de Blasco, foi a relação de proteção construída com o Príncipe Lobkowicz, Johann Georg Christian, comandante das tropas imperiais austríacas na Itália. O ponto de partida para a construção desta relação se deu durante a batalha pela Sicília contra os espanhóis (1734-1735), quando Blasco serviu sob o comando do referido Príncipe. Todavia, mesmo frente à derrota contra os inimigos espanhóis, que resultou na cessão da Sicília para as mãos dos Bourbons, Blasco permaneceu ao lado de seu protetor, o qual lhe concedeu o posto de Capitão pouco tempo depois.

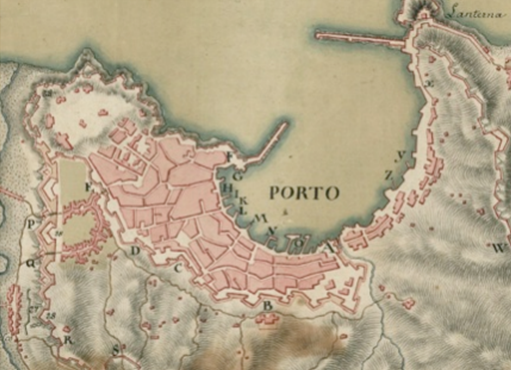
Cópia de 1769 do "Mapa Geométrico das Montanhas, Vales, Águas e Regiões vizinhas da Cidade de Gênova", de Miguel Ângelo de Blasco.

### Atuação na Guerra de Sucessão Austríaca
Os trabalhos desempenhados na península itálica possibilitaram que Miguel Ângelo de Blasco fosse reconhecido como um dos principais nomes para a elaboração de mapas na região. Durante os anos em que perdurou a Guerra de Sucessão Austríaca, Blasco serviu no norte da Itália, onde desenvolveu diversos mapas de batalha que apresentavam detalhes importantes acerca da organização dos inimigos, bem como de características geográficas dos territórios que deram palco para esses conflitos. A contribuição cartográfica de maior destaque feita por Blasco no período, foi certamente a obra intitulada Geometrical Map of the Mountains, Valleys, Waters and neighboring Regions of the City of Genoa (Mapa Geométrico das Montanhas, Vales, Águas e Regiões vizinhas da Cidade de Gênova). Para além da representação de todas as fortificações, portões e arredores, o mapa expõe os movimentos traçados pelas tropas durante o cerco de Gênova em 1747. 

### Transferência para o Império Português
Por mais que Miguel Ângelo de Blasco tenha escalado consideravelmente na hierarquia militar ainda na península itálica, chegando à Tenente-Coronel em 1745 sob ordem de Maria Teresa de Áustria, o alcance a postos militares superiores não atendeu por completo às suas pretensões. A aliança dinástica firmada entre as coroas austríaca e portuguesa foi fundamental para explicar os serviços que Blasco viria a prestar em nome da última nos anos seguintes. Assim sendo, a transferência de Blasco para o Império Português se deu em 1750, quando foi enviada uma lista, preparada por Johann Heinrich Böhn, de engenheiros Habsburgos que estariam disponíveis para servir na América Portuguesa, na qual constava o nome de Miguel Ângelo Blasco em seu topo. Em questão de poucos meses, D. João V escolheu Blasco para os seus serviços e conferiu-lhe a graduação de Coronel Engenheiro, o que lhe colocava na posição de profissional mais bem pago entre o grupo de estrangeiros contemplados pelo Rei.

### Atuação no Brasil

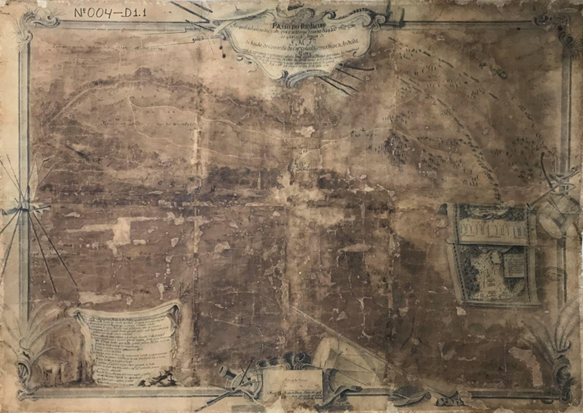
Foto do "Passo do Rio Jacuhy [...]", de Miguel Ângelo de Blasco.

Compondo a Comissão científico-demarcatória, Miguel Ângelo de Blasco chegou ao Rio de Janeiro na nau Nossa Senhora da Lampadoza no dia 27 de novembro de 1751, acompanhado de diversos outros técnicos demarcadores. A referida comissão tinha por objetivo realizar as demarcações de fronteiras em consonância com o Tratado de Madrid. Já no ano seguinte de sua chegada, Blasco partiu para a vila de Rio Grande a fim de dar início aos trabalhos de demarcação. A bordo na mesma embarcação, encontravam-se um outro engenheiro militar de considerável renome, o Sargento-Mor José Custódio de Sá e Faria, além de ajudantes, oficiais, sargentos e soldados da praça do Rio de Janeiro. 
Em meados do ano de 1752, em Castilhos Grandes, foram realizadas as primeiras conferências para a execução do Tratado de Madrid, o que possibilitou o início dos trabalhos de levantamento e estabelecimento das linhas divisórias entre os domínios das coroas portuguesa e espanhola na região. Todavia, em fevereiro do ano seguinte, quando os demarcadores alcançaram o posto de Santa Tecla (atual Bagé, Rio Grande do Sul), a resistência oferecida pelos indígenas em abandonar as Missões culminou na suspensão dos trabalhos demarcatórios que vinham sendo realizados, bem como na evacuação das tropas rumo à Colônia do Sacramento e Buenos Aires. 

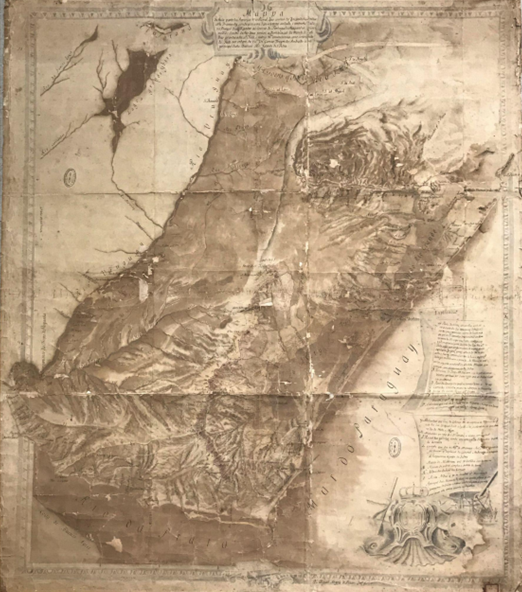
Foto do "Mappa de hua parte da America Meridional [...]"

Durante o período que perdurou a guerra contra os indígenas, Blasco elaborou diversas representações in loco dos lugares onde estiveram acampadas as tropas no ano de 1754, a cerca do Rio Jacuí. Um exemplo da produção cartográfica de Blasco nesse período é o mapa intitulado "Passo do Rio Jacuhy ao qual se chegou no dia 7 de setembro de 1754 e se tomou posse no dia 9 do dito mez [...]", que para além de apresentar as características geográficas e topográficas da região, expõe a distribuição e a organização das tropas portuguesas e espanholas, bem como os indígenas missioneiros, o que permite compreender a sucessão dos acontecimentos oriundos desse conflito.  
Ainda neste ano de 1754, Miguel Ângelo de Blasco finalizou a obra intitulada "Mappa de hua parte da America Meridional, que contem do rincam das Galinhas athe Tramandy [...]", que abrange o território que vai da foz do Rio da Prata até as Missões, e do "Rincão das Galinhas" até Tramandaí. A legenda que acompanha o mapa, de modo geral, traz informações acerca dos fatos desenvolvidos durante os processos de reconhecimento e demarcação do território. Alguns itens da legenda contêm, também, detalhes a respeito da Guerra Guaranítica, de modo que o referido mapa acaba por cumprir o papel de demonstrar os caminhos e o local onde teriam ocorrido alguns fatos pertinentes referentes à guerra. 

### Ascensão profissional e anos finais de vida
Suspensas as atividades de demarcação, em 1761, Miguel Ângelo de Blasco manifestou o desejo de retornar para o reino, sendo logo atendido pela Coroa portuguesa. Em Portugal, participou do processo de reedificação e reconstrução da cidade de Lisboa após o Sismo de 1755. Atuando na Casa do Risco de Lisboa, Blasco assinou vários projetos de obras públicas para a reconstrução da cidade ao lado de Sebastião José de Carvalho e Melo. 
No ano de 1763, foi promovido ao posto de Marechal de Campo com exercício de Engenheiro. Em 1769 lhe foi concedido o posto de engenheiro-mor do reino, em virtude da vaga aberta pelo falecimento do Tenente-General Manoel Maia. Não obstante, Blasco desempenhou essa função por pouco tempo, uma vez que veio a falecer pouco tempo depois, em 1772. 

### Um estrangeiro a serviço de Portugal
Apesar dos inúmeros e valiosos serviços que prestou para a Coroa portuguesa, Miguel Ângelo de Blasco fora sempre tratado como um estrangeiro e, portanto, uma ameaça. Nada favorável para a construção de sua imagem no Novo Mundo, foi a descrição dada pelo General Conde Pallavicini, Comandante-chefe das tropas italianas, quando em 1750, apesar de reconhecer o mérito científico de Blasco, considerou-o um "homem brando, dócil e diligente, mas com alguma inclinação à melancolia, e ao que chamamos desconfiança".
Nesse sentido, ao longo da década 60 do século XVIII, Blasco contatou à Corte de Viena por diversas vezes, deixando expressa a sua pretensão de retornar ao comando de Maria Teresa da Áustria. A fim de provar seu valor enquanto engenheiro militar às autoridades austríacas, Blasco desafiou a censura imposta pelos portugueses e enviou dois de seus trabalhos para Viena no ano de 1769. Apesar dos esforços empenhados, a rainha não fora suficientemente convencida a ponto de arriscar-se em um possível, e provável, incidente diplomático com a Coroa portuguesa.

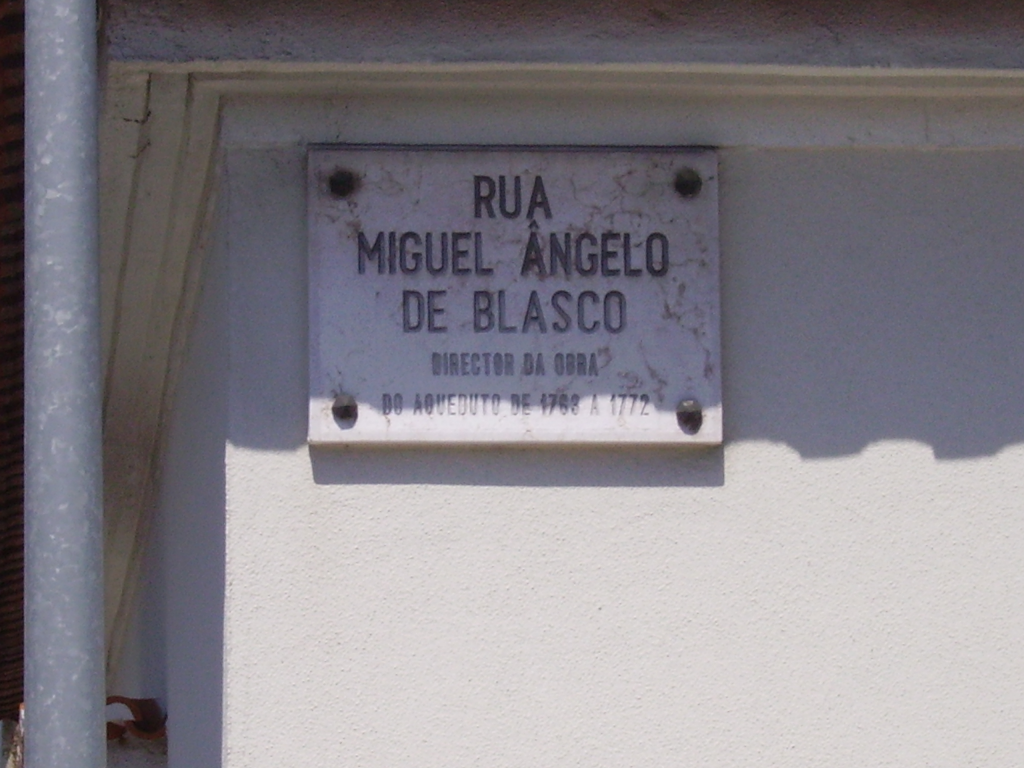
Foto de placa da Rua Miguel Ângelo de Blasco, Bairro do Alto da Serafina, Freguesia de Campolide, Lisboa.

## Rua Miguel Ângelo de Blasco
Em sua homenagem, existe atualmente, desde o ano de 1990, uma rua que recebe seu nome no Bairro do Alto da Serafina, freguesia de Campolide, Lisboa. A escolha do nome se deu por conta da iniciativa encabeçada pelos moradores da região em homenagear personalidades envolvidas na construção do Aqueduto das Águas Livres, obra na qual Miguel Ângelo de Blasco foi diretor entre os anos de 1763 e 1772. 

### Páginas da Web
- O engenheiro militar italiano do Aqueduto (2013). «Site Toponímia de Lisboa»

## Ligações Externas
- «Site Toponímia de Lisboa»